# Mayhem : Légitime Vengeance
Pour les articles homonymes, voir Mayhem (homonymie) et Mayhem.
Pour plus de détails, voir Fiche technique et Distribution.
Mayhem : Légitime Vengeance est une comédie horrifique américaine réalisée par Joe Lynch avec Steven Yeun et Samara Weaving sortie en 2017.

## Synopsis
L'avocat Derek Cho vient de perdre son travail pour une faute qu'il n'a pas commise. Fou de rage, il se prépare à quitter les lieux lorsqu'un virus se propage parmi les employés. Il va devoir faire équipe avec Melanie, une cliente du cabinet, afin de pouvoir profiter de la situation et aller régler ses comptes avec ses supérieurs.

## Fiche technique
- Titre original : Mayhem
- Titre français et québécois : Mayhem : Légitime Vengeance
- Réalisation : Joe Lynch
- Scénario : Matias Caruso
- Photographie : Steve Gainer
- Musique : Steve Moore
- Montage : Josh Ethier
- Production : Parisa Caviani, Mehrdad Elie, Buddy Enright, Lawrence Mattis, Matt Smith, Sean Sorensen, Andjelija Vlaisavljevic
- Sociétés de production : Circle of Confusion, Royal Viking Entertainment
- Sociétés de distribution : RLJE Films, 20th Century Fox (Allemagne)
- Pays d’origine :  États-Unis
- Langue originale : anglais
- Durée : 88 minutes
- Budget : 2 500 000 USD
- Genre : comédie horrifique
- Date de sortie : 10 novembre 2017
- Restriction en France : interdit aux moins de 16 ans lors de la sortie vidéo

## Distribution
- Steven Yeun (VF : Julien Chettle) : Derek Cho
- Samara Weaving (VF : Caroline Lemaire) : Melanie Cross
- Steven Brand (VF : Éric Bonicatto) : John Towers, le patron
- Caroline Chikezie (VF : Fanny Gatibelza) : Kara « la Sirène » Powell
- Kerry Fox (VF : Sylvie Santelli) : Irene Smythe
- Dallas Roberts : Lester McGill
- Mark Frost (en) (VF : Michaël Cermeno) : Ewan Niles

## Sélections en festivals
- 2017 South by Southwest Film Festival
- Fantasia Official Selection 2017[1]
- Popcorn Frights Film Festival 2017 (a remporté l'Audience Award)[2]
- Chattanooga Film Festival